# Castelo de Bullas
O castelo de Bullas foi um castelo localizado em Peña Rubia de Cehegín, Bullas, Múrcia.
De origem muçulmana, foi construído entre os séculos XII e XIII, antes da conquista castelhana. Após a revolta Mudéjar de 1264-66, foi entregue à Ordem dos Templários juntamente com a área vizinha. Em 1286 foi entregue ao emirado de Granada. Mais tarde, Fernán Pérez de Guzmán e os Cavaleiros Templários o recuperaram. Após a extinção da ordem em 1312, passou a pertencer à Ordem de Santiago. Nos séculos XVII e XVIII, as pedras do castelo serviam para a construção de moradias. Hoje em dia apenas sobrevivem restos do castelo no centro histórico de Peña Rubia de Cehegín.